# Johannes Molzahn
Johannes Molzahn, né le 21 mai 1892 à Duisbourg (province de Rhénanie) et mort le 31 décembre 1965 à Munich (Allemagne), est un artiste allemand, connu principalement en tant que peintre.

## Biographie

### Jeunesse et formation (1892–1908)
Johannes Ernst Ludwig Molzahn naît le 21 mai 1892 à Duisbourg, en province de Rhénanie, et est élevé à Weimar. Il apprend le dessin et la photographie, et s’initie également à la peinture.

### Séjour en Suisse et premiers contacts artistiques (1908–1914)
Entre 1908 et 1914, il séjourne en Suisse, où il rejoint le cercle d’Otto Meyer-Amden et se lie d’amitié avec Willi Baumeister, Johannes Itten et Oskar Schlemmer. Au cours de cette période, il rencontre également plusieurs figures majeures de l’avant-garde européenne, parmi lesquelles Herwarth Walden, Walter Gropius, Theo van Doesburg et El Lissitzky. Il réalise vers 1911 un autoportrait sur fond de ciel nuageux, en costume traditionnel, dans un style évoquant l’influence de Ferdinand Hodler.

### Premiers engagements dans l’avant-garde (1917–1921)
À partir de 1917, ses œuvres sont exposées par Herwarth Walden à la galerie berlinoise Der Sturm. Il entretient des liens avec les milieux d’avant-garde, notamment avec Walter Gropius, Theo van Doesburg et El Lissitzky. Il adhère à plusieurs groupes artistiques, dont l’Arbeitsrat für Kunst (Conseil ouvrier pour l’art) et le Novembergruppe (Groupe de Novembre). Durant cette période, ses œuvres montrent une influence du futurisme et explorent des thématiques liées au progrès technique. Il publie notamment un portfolio intitulé Zeit-Taster en 1921, constitué de six eaux-fortes éditées par Alfred Flechtheim.

### Enseignement, graphisme et typographie (années 1920–1933)
Après la Première Guerre mondiale, il s’installe à Weimar, où il entretient des liens étroits avec le Bauhaus naissant. Il adhère à plusieurs groupes d’artistes d’avant-garde, notamment le Arbeitsrat für Kunst (Conseil ouvrier pour l’art) et le Novembergruppe (Groupe de Novembre), qui prônent une démocratisation de l’art et son intégration à la vie sociale. Il enseigne ensuite à l’École des arts appliqués de Magdebourg, avec le soutien de l’architecte Bruno Taut. En parallèle de son activité professorale, il travaille comme graphiste et intègre des éléments typographiques dans ses œuvres picturales. Parmi ses compositions de cette période figure Armariolo in Antisma (1931), une œuvre mêlant éléments textuels et formes abstraites, dont le titre fait référence à la mystique médiévale Hadewijch Blommaert.

### Période nazie et exil aux États-Unis (1933–1938)
En 1933, à l’arrivée du régime nazi au pouvoir, il est révoqué de ses fonctions d’enseignant. Huit de ses œuvres sont présentées en 1937 lors de l’exposition Entartete Kunst (Art dégénéré). L’année suivante, il émigre aux États-Unis, où il poursuit sa carrière artistique.
Aux États-Unis, son style évolue vers une palette plus lumineuse, avec des compositions aux teintes pastel, violettes et bleues. Des œuvres comme Spatial Strata ou The Fable of the Contortionist II, réalisées dans les années 1940, témoignent de cette transformation stylistique influencée par son nouvel environnement.

### Retour en Allemagne et fin de vie (1959–1965)
En 1959, il retourne en Allemagne. Il meurt à Munich le 31 décembre 1965.

## Art "dégénéré"
La liste des œuvres considérées comme « dégénérées » par les nazis et confisquées en 1937 :
| Œuvre                                                                                 | Technique | Année     |
| ------------------------------------------------------------------------------------- | --- | --------- |
| Cavaliers dans le chaos                                                               | Huile | 1916      |
| Bouton à distance III                                                                 | Huile | 1920      |
| Une machine à meilleure altitude                                                      | pétrole[Quoi ?][pas clair] | 1920      |
| Constellation vierge                                                                  | - | 1920      |
| Créatures d'oiseaux horizontales                                                      | Huile | 1921      |
| Le Dieu des aviateurs                                                                 | - | 1921      |
| Portrait de famille I                                                                 | Huile | vers 1925 |
| Légendaire II                                                                         | Huile | 1928      |
| Jumeaux                                                                               | Huile | 1930      |
| Avec le Fly Book II                                                                   | Huile | 1931      |
| Oiseau Phénix                                                                         | Aquarelle | 1922      |
| Construction en rectangles                                                            | Aquarelle | -         |
| Train d'engrenages                                                                    | Aquarelle | 1922      |
| Le petit ingénieur                                                                    | Aquarelle | 1922      |
| Bouton Heure. Une petite collection de machines et d'appareils utopiques-fantastiques | Gravure (dossier avec six gravures et une lithographie en couleurs en couverture ; détruit)                                                  | -         |
| Feuille d'images en cristal                                                           | Gravure (dossier contenant cinq lithographies en couleurs ; 1923-1925)                                                                       | -         |
| Mystère                                                                               | Gravure | 1919      |
| Starry Roar                                                                           | Gravure sur bois ; détruite | 1919      |
| Starbound                                                                             | Gravure sur bois | 1919      |
| Mouvement des étoiles                                                                 | Gravure sur bois ; détruit | 1919      |
| Jeux géométriques, n° 9                                                               | Gravure sur bois | 1919      |
| Lois                                                                                  | Gravure sur bois | 1919      |
| Little Hell Machine                                                                   | Gravure ; détruite | 1920      |
| Bouton distant II                                                                     | Gravure | 1920      |
| Métamorphose                                                                          | Eau-forte | 1920      |
| Opus XXXIII                                                                           | Gravure sur bois (feuillet 10 du dossier « Nouveaux graphismes européens. Artistes allemands » ; 3e dossier d'estampes du Bauhaus ; détruit) | -         |
| Nu assis, Opus 2                                                                      | Dessin (craie) | 1929      |
| Composition avec deux nus féminins, Opus 5                                            | Dessin (crayon) | -         |
| L'aigle de Silésie                                                                    | Dessin (craie) | -         |

## Hommages
- La Johannes-Molzahn-Strasse à Duisbourg est nommée en son honneur